# Recommence-moi (chanson)
Singles de Santa
Popcorn salé
(25 mars 2022) La différence
(10 janvier 2025)
Recommence-moi est une chanson écrite, composée et interprétée par Santa sortie en single le 22 mars 2024 et est le deuxième extrait de son premier album studio éponyme sortie le 24 mai 2024.

## Histoire
La chanteuse explique que Recommence-moi,« c'est l'idée assez magique qu'on peut se recommencer, qu'on est dans un éternel recommencement » et également que la chanson est une référence à Céline Dion et notamment à son titre Prière païenne. 
Le titre figure sur le premier album solo éponyme de Santa et devient l'un des morceaux francophones les plus écoutés de 2024, avec plus de 50 millions d'écoutes sur Spotify. 
La chanson est nommée aux Victoires de la musique 2025 et aux NRJ Music Awards 2024.

## Clip vidéo
Réalisé par Carl Rizzo, le clip met en scène Santa qui revit la même journée en boucle, se réveillant à 8h pour préparer l'anniversaire d'une proche joué par Ana Godefroy en accumulant les catastrophes, avant d'améliorer cette journée au fur et à mesure de la chanson.

## Reprises
En octobre 2024, le titre est réorchestré et adapté pour devenir l'hymne de la saison 12 de l'émission télévisée Star Academy,. Un clip sort le 25 octobre 2024 mettant en scène les élèves de la promotion.

## Classements
| Classement (2024)                       | Meilleure position |
| --------------------------------------- | ------------------ |
| Belgique (Wallonie Ultratop 50 Singles) | 7                  |
| France (SNEP)                           | 16                 |
| France (SNEP Radio)                     | 14                 |

| Classement (2024)            | Position |
| ---------------------------- | -------- |
| France (SNEP)                | 54       |
| Belgique (Wallonie Ultratop) | 19       |

## Certifications
| Pays     | Organisme      | Certification | Seuil                            |
| -------- | -------------- | ------------- | -------------------------------- |
| France   | SNEP           | Diamant       | 50 millions d'équivalent streams |
| Belgique | Belgique (BEA) | Or            | 10 000 d'équivalent ventes       |